# Homa Bay
Homa Bay est un port de pêche sur la rive sud du golfe de Winam et le chef-lieu du comté de Homa Bay et du district de Ndhiwa dans l'ancienne province de Nyanza au Kenya.

La municipalité est divisées en six sections : Hospital-Central-Market, Kalanya, Kanyabala, Kanyadier-Kothidha, Katuma et Posta-Bonde.

## Toponymie
C'est à la baie de Homa (Homa Bay), sur la rive de laquelle elle se situe que la ville doit nom. Bien qu'il soit situé dans le district voisin de Rachuonyo, c'est au mont Homa (Got Uma ou God Marahuma ce qui signifie en luo « immense colline ») que ces appellations se rapportent.

## Religion
Homa Bay est le siège d'un évêché catholique créé le 18 octobre 1993.